# Welcome to My Nightmare
| Оценки критиков          | Оценки критиков |
| Источник                 | Оценка          |
| ------------------------ | --------------- |
| AllMusic                 | [ 1 ]           |
| Christgau's Record Guide | B–              |
| Rolling Stone            | (mixed)         |
| Classic Rock             | [ 3 ]           |

Welcome to My Nightmare (с англ. — «Добро пожаловать в мой ночной кошмар») — восьмой студийный альбом Элиса Купера, записанный с продюсером Бобом Эзрином и выпущенный Atlantic Records в марте 1975 года. Это первый альбом Купера, трактуемый как его сольная работа.
Диск поднялся до 5-го места в США, до 19-го в Великобритании, в обеих странах став платиновым. Синглами из него вышли «Only Women Bleed» (под заголовком «Only Women», № 12 US), «Department of Youth» (№ 67 US) и «Welcome to My Nightmare» (№ 45 US). Обложка пластинки (автор — Дрю Струзан) впоследствии вошла в список «Лучшие альбомные обложки всех времён» журнала Rolling Stone.
Welcome to My Nightmare был задуман и выполнен как концептуальный альбом и часть сценического спектакля, сюжет которого вращается вокруг путешествия мальчика по имени Стивен по своим ночным кошмарам. На основе альбома были созданы телепрограмма Alice Cooper: The Nightmare TV Special (1975) и концертный фильм 1976 года Welcome to My Nightmare.
В Британии песня «Only Women Bleed» стала хитом в исполнении Джулии Ковингтон (№ 12, декабрь 1977)

## Список композиций
1. Welcome to My Nightmare (Элис Купер, Дик Вагнер[англ.]) — 5:19
2. Devil’s Food (Купер, Боб Эзрин, Келли Джей, Винсент Прайс) — 3:38
3. The Black Widow (Купер, Вагнер, Эзрин) — 3:37
4. Some Folks (Купер, Эзрин, Алан Гордон[англ.]) — 4:19
5. Only Women Bleed (Купер, Вагнер) — 5:49
6. Department of Youth (Купер, Вагнер, Эзрин) — 3:18
7. Cold Ethyl (Купер, Эзрин) — 2:51
8. Years Ago (Купер, Вагнер) — 2:51
9. Steven (Купер, Эзрин) — 5:52
10. The Awakening (Купер, Вагнер, Эзрин) — 2:25
11. Escape (Купер, Ким Фоули, Марк Энтони) — 3:20

### 2002 CD: бонус-треки
- Devil’s Food (альтернативная версия) — 5:13
- Cold Ethyl (альтернативная версия) — 2:56
- The Awakening (альтернативная версия) — 4:20

### Участники записи
- Элис Купер — вокал
- Боб Эзрин — синтезатор, клавишные, вокал, Fender Rhodes, аранжировки
- Винсент Прайс — текст, вокал, спецэффекты
- Дик Вагнер[англ.] — гитара, вокал
- Стив «Дикон» Хантер[англ.] — гитара
- Юзеф Хировски — синтезатор, вокал, клавинет, Fender Rhodes
- Пракаш Джон[англ.] — бас-гитара
- Тони Левин — бас-гитара
- Пентти «Уайти» Глан[англ.] — ударные
- Джонни «Би» Баданжек[англ.] — ударные
- Грег Аллен — дизайн
- Джим Фрэнк — звукоинженер
- Брет Лопес — фотографии
- Аллан Макмиллан — аранжировки
- Джеффри Морган[англ.] — комментарии в буклете

## Позиции в хит-парадах
Годовые чарты:
| Год  | Хит-парад             | Позиция |
| ---- | --------------------- | ------- |
| 1975 | Канада (RPM Year-End) | 13      |